# 亚当·休斯
亚当·休斯（Adam Hughes，1982年7月14日—），澳大利亚足球运动员。